# Université Tsinghua
Pour les articles homonymes, voir Tsinghua.
L'université Tsinghua (chinois simplifié : 清华大学 ; chinois traditionnel : 清華大學 ; pinyin : Qīnghuá Dàxué ; EFEO : Tch'inghoua Tasiue, anglais Tsinghua University) est une université chinoise située à Pékin, considérée comme une des plus prestigieuses de la république populaire de Chine. Lors de sa création en 1911, c'était une école de préparation pour Chinois souhaitant faire un deuxième cycle dans des universités américaines. En 1925, Tsinghua s'est développée en université et elle propose maintenant des diplômes de premier cycle en quatre ans (baccalauréat universitaire) et des diplômes de deuxième et de troisième cycle (maîtrise et doctorat).

## Historique
Créée en 1911, lors de la Révolution Xinhai dirigée par Sun Yatsen qui fit tomber le dernier Empereur de la Dynastie Qing et aboutit sur la mise en place de la république de Chine, l'université Tsinghua dispensait à l'origine un enseignement centré sur les disciplines scientifiques, quoiqu'il existât également des départements de sciences humaines. Son domaine de prédilection était donc la formation d'ingénieurs. À la suite de la réorganisation des universités en 1952, Tsinghua ne disposait plus de département destiné aux études littéraires, certaines branches d'enseignement en sciences fondamentales furent réduites, faisant de Tsinghua un établissement beaucoup plus spécifiquement tourné vers l'ingénierie, dominante numériquement parmi les étudiants et financièrement dans le budget de l'université.
Le 25 mai 1966, Nie Yuanzi, une enseignante de Tsinghua et la secrétaire du Parti communiste du département de philosophie de l'université, rédige avec d'autres membres du Parti le premier dazibao (une affiche murale). Le dazibao appelle les étudiants à se rebeller contre le président de l'université un « bourgeois antirévolutionnaire » et à défendre le président Mao Zedong. Les premiers Gardes rouges sont ainsi constitués autour d’un groupe d’élèves de l’École secondaire annexe de l’université Tsinghua.
À partir de la fin des années 1980, dans un contexte de réformisme des « Quatre modernisations » mis en place par Deng Xiaoping, l’État s'engage dans une refonte de Tsinghua, dans le sens d'une plus grande diversification des enseignements. Ainsi, si le département d'ingénierie conservait son expertise et son excellence, d'autres domaines, en phase avec la position nouvelle de la Chine dans le jeu mondial retrouvèrent leur place ou furent implantées dans l'Université, comme la biologie, les mathématiques, la physique, le commerce, le droit ou le journalisme.
En 2007, Tsinghua a obtenu une habilitation lui permettant de conduire des recherches classifiées d'intérêt militaire.
En janvier 2015, Tsinghua était composée de 14 facultés, divisées en 56 départements. En avril 2005, l'université comptait également 41 instituts de recherche, 35 centres de recherche, divisés en 171 laboratoires parmi lesquels 12 laboratoires nationaux ou 15 laboratoires du ministère de l’Éducation.

## Formation et recherche

### Scolarité
Pour les lycéens chinois, Tsinghua est l’une des deux universités dans les régions continentales (l’autre est l’université de Pékin), auxquelles les admissions sont les plus sélectives[réf. nécessaire]. Chaque année dans toutes les provinces les admis ne sont que ceux qui ont obtenu les meilleures notes au baccalauréat. Après obtention de leur licence, une partie considérable des étudiants de Tsinghua poursuit en doctorat au sein de la même faculté ou se dirige vers des universités aux États-Unis. Selon l’annuaire des études supérieures de Chine, dans son édition de 2006, Tsinghua est maintenant l'université d'où sortent le plus grand nombre d'étudiants chinois ayant obtenu un doctorat dans une université américaine.

## Implantations

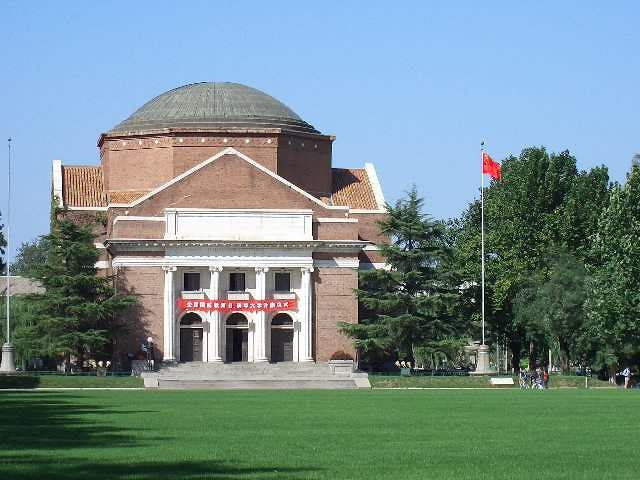
Le Grand auditorium, construit en 1917.

Le campus de Tsinghua se divise, par le passage principal dès l’entrée sud, en deux secteurs, le secteur est et le secteur ouest. Le secteur ouest, plutôt historique, se caractérise en une disposition de style universitaire américain et plusieurs bâtiments en briques de style occidental. Au centre se trouve la grande salle des cérémonies entourée de la bibliothèque, le centre scientifique, le stade d’ouest, et les académies scientifiques. En outre, des cours et jardins royaux datés de la dynastie Qing représentent l’esthétique de l’architecture jardinière traditionnelle chinoise. Par comparaison, le secteur se distingue par les bâtiments plus contemporains et un bâtiment grandiose du style soviétique (architecture constructiviste, postconstructivisme, Architecture stalinienne ?)[Lequel ?] construit pendant les années 1950.

## Image et communication
La devise de Tsinghua est « L’action importe plus que la parole », et l’instruction de Tsinghua insiste sur les efforts constants et la haute moralité de chacun. La fleur symbolique de Tsinghua est la fleur du cercis parce qu’elle est violette et blanche qui sont les couleurs symboliques de Tsinghua. Chaque année le dernier dimanche d’avril est le jour anniversaire de Tsinghua. Ce jour-là les laboratoires sont ouverts à la visite ; Une grande compétition sportive est organisé à laquelle tous les étudiants peuvent participer, et beaucoup d’anciens reviennent fêter cet anniversaire de Tsinghua.

## Personnalités liées à l'université
Parmi les anciens de Tsinghua, on retrouve des leaders politiques, des scientifiques, et des élites de l'entrepreneuriat. Par exemple Xi Jinping, le secrétaire général du Parti communiste chinois ; Li Jianwu, écrivain ; Qin Hui, historien libéral, Hu Jintao, l'ex-président; Zhu Rongji, le précédent Premier ministre ; Jiaxian Deng, « le père des deux bombes nucléaires de Chine » ; et Zhang Chaoyang, le créateur du site web Sohu.com et le PDG de la société Sohu qui est l’une des premières marques Internet en Chine. L'ancien président de l'université Chen Jining devenu ministre de l'Environnement en 2015. Li Minhua, ingénieure et physicienne aérospatiale chinoise experte en mécanique des solides. Xu Zhangrun, professeur de droit constitutionnel, y enseignait avant son arrestation pour délit d'opinion.

### Faction Qinghua
Le président chinois Hu Jintao est présenté comme le leader de la faction Qinghua, alors que son successeur Xi Jinping est présenté comme le leader de la faction des princes rouges,. La faction des princes rouges est proche de la faction de Shanghai, menée par l'ancien président Jiang Zemin,.

### Holding de Tsinghua
En 2008, Hu Haifeng, fils de Hu Jintao et ancien élève de l'université est promu Secrétaire du parti communiste de Tsinghua Holdings, qui contrôle la société Nuctech et plus de 20 autres sociétés. Cette société Nuctech fait l'objet de plusieurs mises en cause pour corruption en particulier par le gouvernement namibien,.

## Scientométrie
Tsinghua est classée comme la meilleure université chinoise par QS et le classement de Shanghai ,.
Selon le classement des universités du monde fourni en 2014 par le supplément des études avancées du journal anglais « Thames », Tsinghua se classe à la quarante-septième place au niveau mondial et à la douzième place dans la sous-classe 'Engineering et Technologie'.